# Opabiniidae
De Opabiniidae zijn een familie van uitgestorven bizarre mariene geleedpotigen. Het type en bekendste geslacht is Opabinia. Het bevat ook Utaurora. Opabiniiden lijken sterk op radiodonten, maar hun frontale aanhangsels waren basaal versmolten tot een proboscis. Opabiniiden zijn ook te onderscheiden van radiodonten door setale bladen die ten minste een deel van de lichaamsflappen bedekken en gekartelde caudale rami.

## Onderzoeksgeschiedenis
Opabiniidae werd benoemd door Charles Doolittle Walcott in 1912, naast zijn typesoort Opabinia. Walcott interpreteerde Opabiniidae als een familie van anostracantide schaaldieren, het nauwst verwant aan Thamnocephalidae. Opabinia werd in de jaren zeventig opnieuw bestudeerd en opnieuw geïnterpreteerd als een dier van onbekende verwantschappen. Stephen Jay Gould verwees naar Opabinia als een 'raar wonder', en een illustratie van Opabinia veroorzaakte gelach toen het voor het eerst werd onthuld op een paleontologische conferentie. In 2022 werd een tweede opabiniide, Utaurora, geïdentificeerd.
Myoscolex van de Emu Bay Shale wordt soms voorgesteld als een opabiniide, maar morfologische kenmerken die deze interpretatie ondersteunen, zijn controversieel. Mieridduryn is een panarthropode uit het Midden-Ordovicium die kenmerken deelt met zowel radiodonten als opabiniiden.